# IK Sirius Fotboll
IK Sirius Fotboll je švédský fotbalový klub z města Uppsala. Patří ke všesportovnímu klubu Idrottsklubben Sirius a je členem regionálního svazu Upplands Fotbollförbund. Jeho domácím stadionem je Studenternas idrottsplats pro 10 250 diváků. Je známý pod přezdívkou Blåsvart (Modročerní).

## Historie
Založen byl 9. srpna 1907 v uppsalské čtvrti Svartbäcken. V roce 1924 postoupil do finále Svenska Mästerskapet (předchůdce Fotbollsallsvenskan, hraný pohárovým systémem), kde podlehl týmu Fässbergs IF. V roce 1969 hrál Sirius poprvé v nejvyšší soutěži, avšak hned sestoupil, další dvě ligové sezóny odehrál v letech 1973 a 1974. Uppsalský hráč Roland Grip se v té době dostal do národního týmu na mistrovství světa ve fotbale 1974. Pak se klub pohyboval mezi druhou a třetí nejvyšší soutěží, v osmdesátých letech nakrátko spadl ještě níže. V roce 2012 se stal trenérem Kim Bergstrand, pod jehož vedením klub v roce 2013 postoupil do Superettan a v roce 2016 do Allsvenskan. Ve své první sezóně obsadil Sirius sedmé místo, což je historický úspěch, v roce 2018 byl třináctý, v roce 2019 jedenáctý a v roce 2020 desátý. Nejlepším pohárovým výsledkem bylo semifinále v sezóně 2013/14.

## Galerie

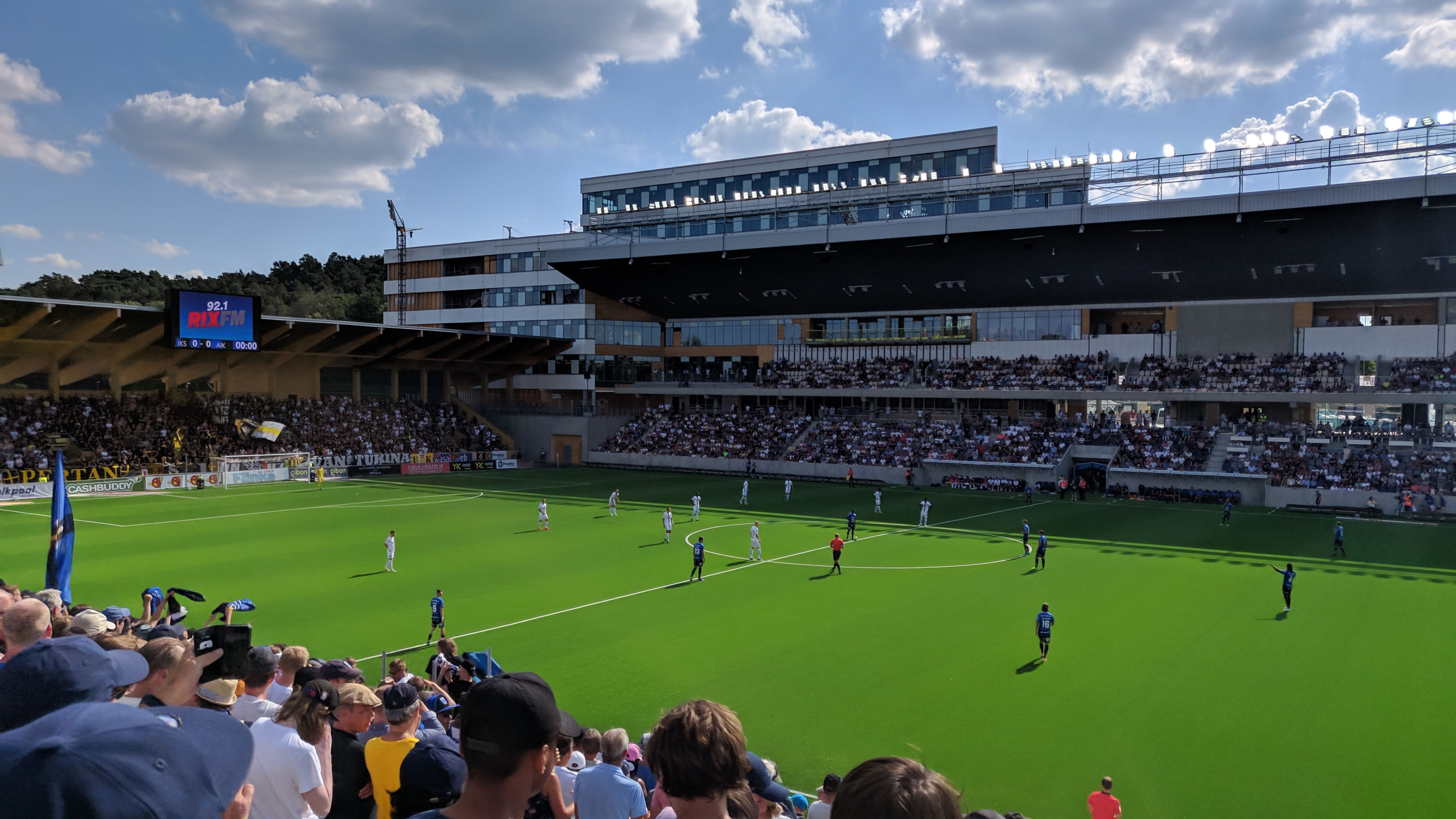
Stadion Studenternas IP
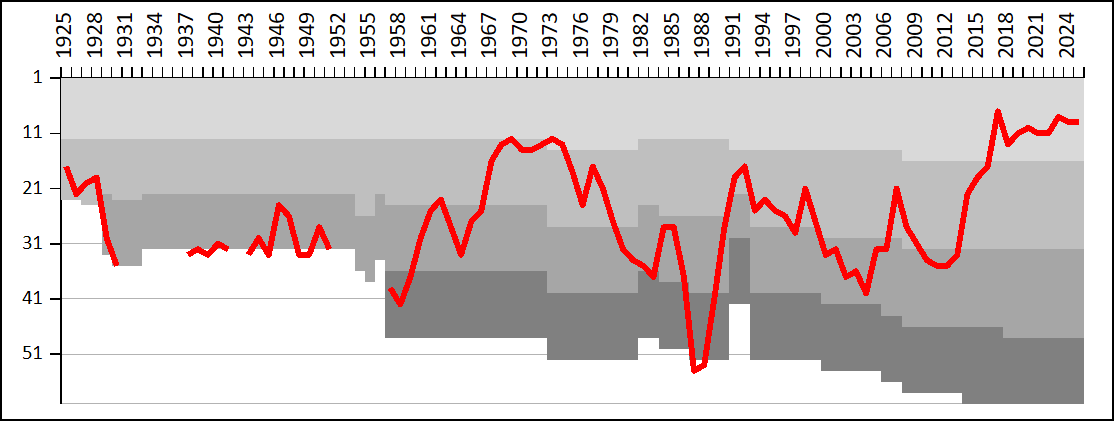
Graf ligových umístění
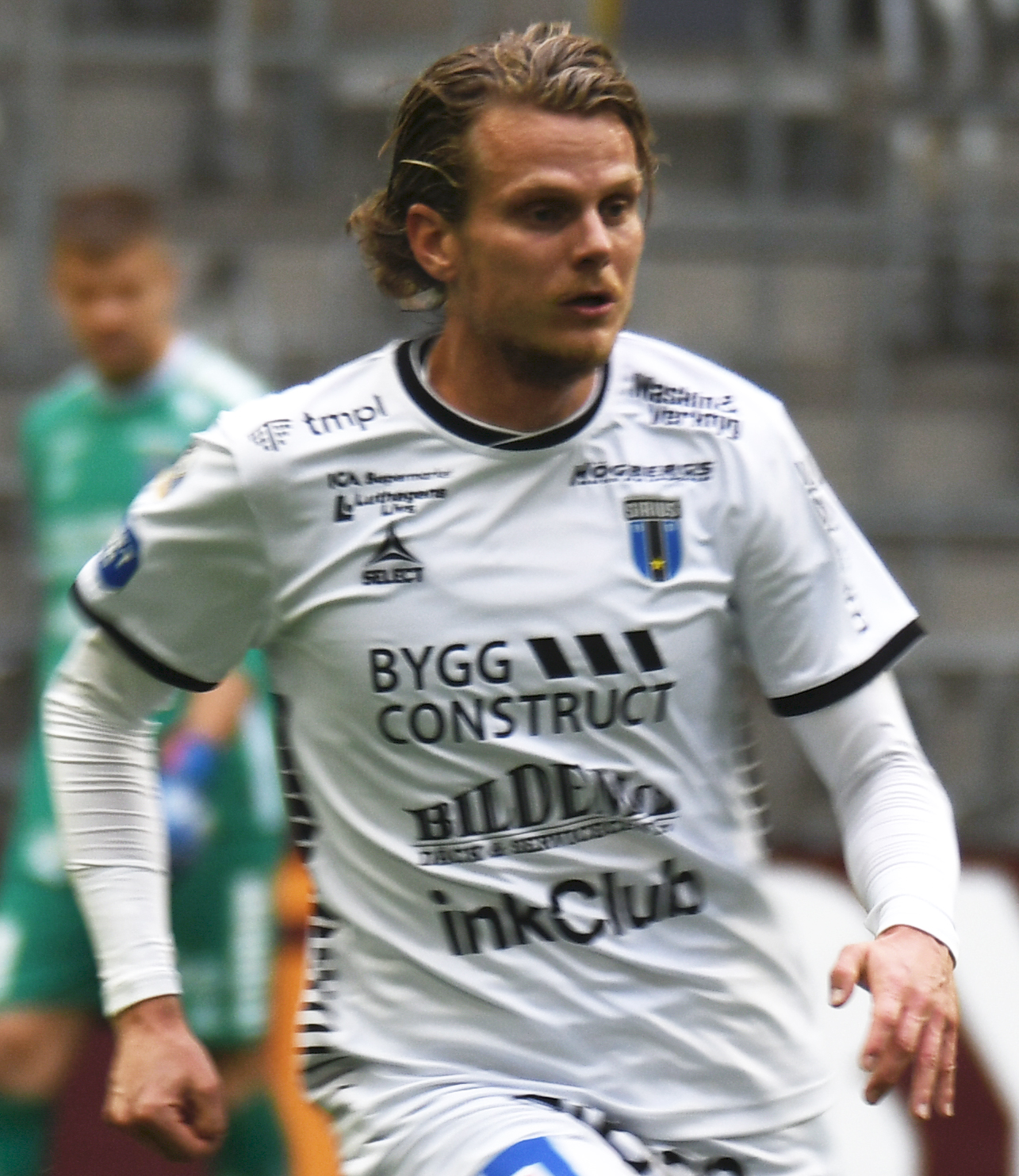
Kapitán Tim Björkström